# Vilaietul Salonic
Vilaietul Salonic (în turcă otomană ولايت سلانيك, transliterat: Vilâyet-i Selânik) a fost o diviziune administrativă de prim nivel (vilaiet) a Imperiului Otoman din 1867 până în 1913. La sfârșitul secolului al XIX-lea, avea o suprafață de 33.500 km².
VilaIetul se învecina cu Principatul Bulgariei la nord; Rumelia Orientală la nord-est (ambele după Tratatul de la Berlin); vilaietul Adrianopol la est; Marea Egee la sud; vilaietul Manastir și sangeacul autonom Serfiğe⁠(d) la vest (după 1881); și vilaietul Kosovo la nord-vest.
Vilaietul era format din actualele părți centrale și estice ale Macedoniei grecești și Macedoniei Pirinului din actuala Bulgarie. O parte din Macedonia Pirinului era administrată sub forma kazalelor Cuma-yı Bala (Blagoevgrad), Petriç, Nevrekop (Goțe Delcev), Menlik, Ropçoz (Devin) și Razlık. Vilaietul Salonic a fost dizolvat după Războaiele Balcanice, când teritoriul său a fost împărțit între Regatul Greciei, Regatul Serbiei și Țaratul Bulgariei în 1913.

## Subdiviziuni administrative
Sangeacurile vilaietului:
1. Sangeacul Salonic⁠(d), cu kazalele Salonic, Kesendire, Karaferye, Vodina⁠(d), Yenice-i Vardar, Langaza⁠(d), Kılkıș (numit și Avrathisar), Katrin, Aynaroz, Doyran, Usturumca, Tikveș, Gevgili;
2. Sangeacul Siroz⁠(d), cu kazalele Serez, Zihne⁠(d), Demirhisar⁠(d), Razlık, Cuma-yı Bala, Menlik, Nevrekop
3. Sangeacul Drama⁠(d), cu kazalele Drama, Kavala, Sarıșaban⁠(d), Tașoz (devenită ulterior sangeac separat), Praviște⁠(d), Dövlen)
4. Sangeacul Tașoz (inițial a făcut parte din sangeacul Drama, având reședința la Vulgaro)

## Demografie

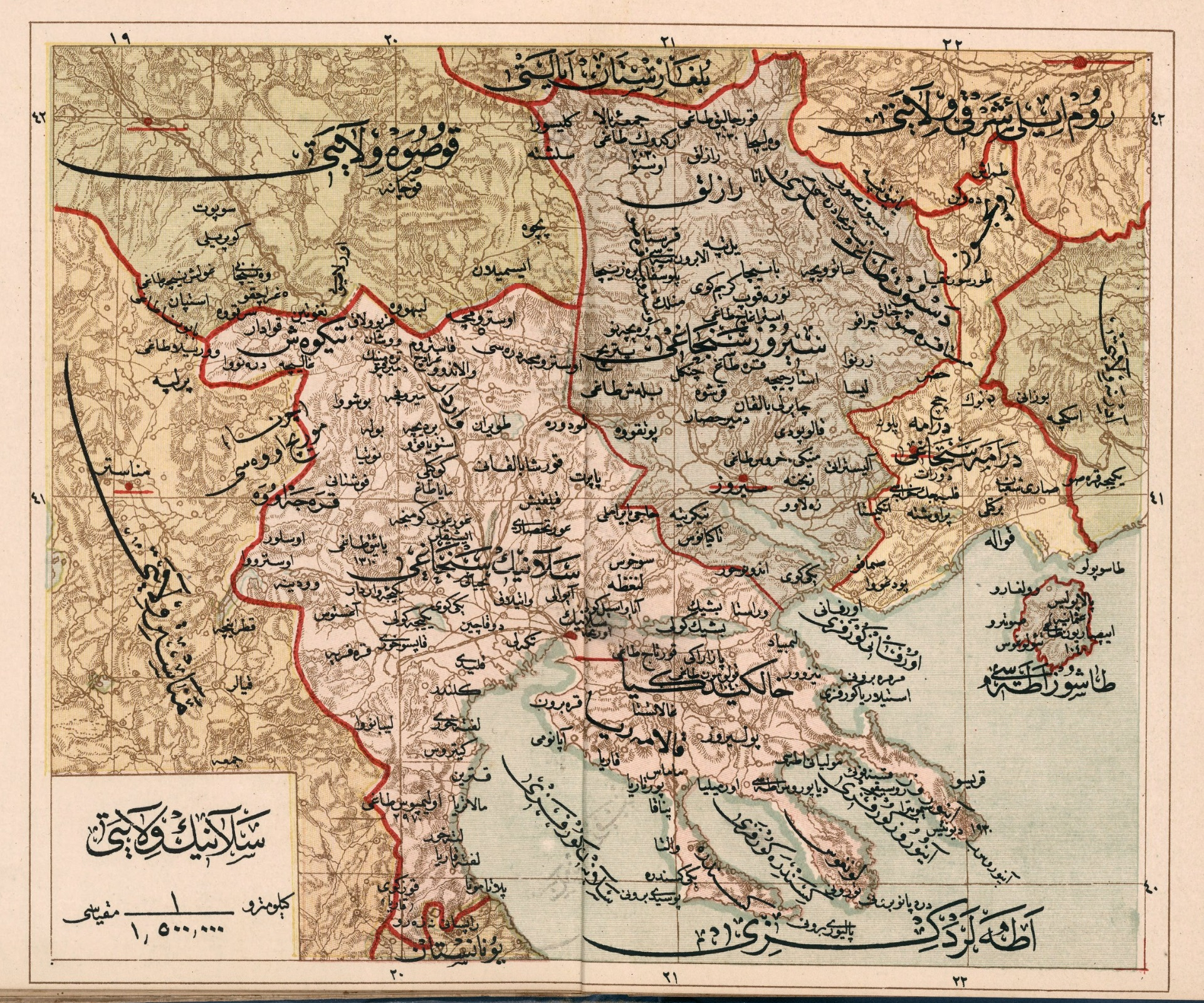
Harta subdiviziunilor vilaietului Salonic în 1907

Vilaietul Salonic (1881): limite și componență etnică

Conform recensământului otoman din 1881/82-1893, vilaietul avea o populație totală de 1.009.992 de locuitori, compusă din punct de vedere etnic după cum urmează:
- musulmani - 450.456
- greci - 282.013
- bulgari - 231.606
- evrei⁠(d) - 41.984
- catolici - 2.654
- protestanți - 329
- armeni⁠(d) - 48
- cetățeni străini - 1.272

Conform recensământului otoman din 1905/1906, vilaietul avea o populație totală de 921.359 de persoane, compusă din punct de vedere etnic după cum urmează:
- musulmani - 419.604
- greci ortodocși - 263.881
- bulgari ortodocși - 155.710
- evrei - 52.395
- vlahi - 20.486
- țigani - 4.736
- greci catolici - 2.693
- armeni orientali - 637
- protestanți - 329
- armeni catolici - 58
- latini⁠(d) - 31
- sirieni⁠(d) - 4
- cetățeni străini - 795

Totuși, conform Arhivelor Otomane, principalele grupuri etnoconfesionale ale vilaietului, conform recensământului otoman din 1905/06, erau:
- musulmani - 510.125
- greci ortodocși (patriarhiști) - 326.030
- bulgari ortodocși (exarhiști⁠(d)) - 229.422
- evrei - 52.645

Pe sangeacuri, cele patru grupuri etnoconfesionale principale sunt următoarele:
| Sangeac              |           |      |         |      |         |      |        |     |           |        |
| Sangeac              | musulmani | %    | greci   | %    | bulgari | %    | evrei  | %   | total     | %      |
| -------------------- | --------- | ---- | ------- | ---- | ------- | ---- | ------ | --- | --------- | ------ |
| Sangeacul Salonic⁠(d) | 233.098   | 39,8 | 211.389 | 36.1 | 92.752  | 15,8 | 49.889 | 8.3 | 586.128   | 100,00 |
| Sangeacul Siroz⁠(d)   | 150.045   | 41.1 | 82.334  | 22,5 | 131.476 | 39.3 | 1.580  | 0,4 | 365.435   | 100,00 |
| Sangeacul Drama⁠(d)   | 126.982   | 76,2 | 32.307  | 19.4 | 5.194   | 3.1  | 2.176  | 1.3 | 166.659   | 100,00 |
| Total                | 510.125   | 45,6 | 326.030 | 29.1 | 229.422 | 20,5 | 52.645 | 4.7 | 1.118.222 | 100,0  |

Conform unei estimări realizate de Aram Andonian⁠(d) în 1908, exista următoarea distribuție etnică în vilaiet:
- bulgari ortodocși - 446.050
- turci musulmani - 333.440
- greci ortodocși - 168.500
- bulgari musulmani - 98.590
- evrei - 55.320
- vlahi ortodocși - 24.970
- țigani musulmani - 22.200
- populație mixtă - 16.320